# Ndéllé
Ndéllé est un village du Cameroun situé dans la région du Centre, le département du Nyong-et-Mfoumou et la commune d'Ayos.

## Population
En 1961, Ndéllé comptait 1404 habitants, principalement des Yebekolo. Lors du recensement de 2005, on y dénombrait 1063 personnes.

## Personnalité liée
- Bruno Bekolo-Ebe, universitaire